# Eifel volcanique

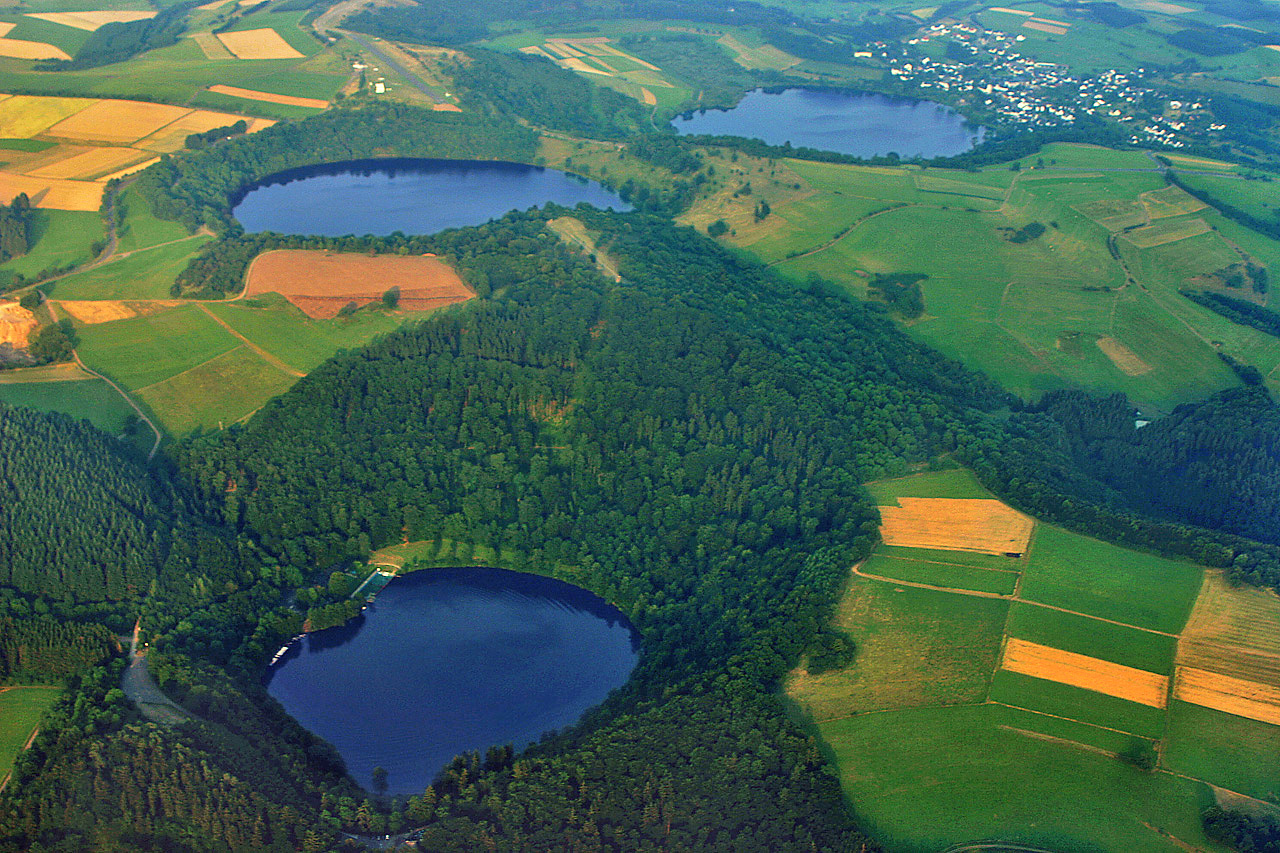
Maars près de Daun

L'Eifel volcanique (en allemand Vulkaneifel) est une région de l'Eifel qui se caractérise par son passé géologique et par des activités volcaniques toujours visibles : les maars, des coulées et des bombes de lave et des cratères comme au lac de Laach, à proximité de l'abbaye de Maria Laach. Celui-ci, d'ailleurs, démontre que cette région est toujours en activité volcanique (émission de gaz par exemple).

## Situation géographique
L'Eifel volcanique s'étend du Rhin à la vallée de Wittlich. Elle est bordée au sud et au sud-ouest par le Südeifel, à l'ouest par l'Ardenne belge et luxembourgeoise et dans le nord par le Nordeifel avec les Hautes-Fagnes. Une cheminée volcanique (tonalite) peut être observée dans la carrière du site Herzogenhügel dans la vallée de la Helle.
À l'est le volcanisme ne dépasse pas le Rhin.
L'Eifel volcanique est naturellement divisé en trois parties:
- Eifel volcanique occidental (communes de Manderscheid, Daun, Gerolstein, Obere Kyll, Hillesheim)
- Le Haut Eifel volcanique (communes de Adenau, Kelberg, Ulmen et Nohn),
- Eifel volcanique oriental (communes de Brohltal, Vordereifel, Mendig, Pellenz)

Le centre de l'Eifel volcanique est la région de Daun - Manderscheid dans le district de Mayen-Coblence.
Le paysage de l'Eifel est marqué par un volcanisme récent qui a laissé de nombreuses traces visibles de nos jours. 
L'ensemble de l'Eifel volcanique s'étend sur un territoire d'environ 2 000 km2 et est habité par plus de 200 000 habitants (2007).

## Types de paysages façonnés par le volcanisme
Les formes volcaniques de l'Eifel se distinguent en fonction de leur âge. Les volcans plus anciens du Haut Eifel sont fortement érodés, tandis que les plus récents de l'eifel occidental souvent encore bien conservés. En particulier, les dépôts de tuf volcanique, très facile à enlever, sont encore largement répandus.
La plupart des édifices volcaniques du Haut Eifel sont des dômes isolés plus ou moins aplatis. Ces dômes sont circulaires ou elliptiques. Au centre du dôme on trouve souvent des corps effondrés de basalte entourés d'anneaux de tuf. Le basalte, à la suite d'explosions datant du Dévonien est figé au centre des cône de tuf. Il se formèrent en colonnes au moment du refroidissement de la structure, selon un axe longitudinal perpendiculaire à la surface extérieure. On ne connaît pas de coulées de lave sur les volcans du Haut Eifel.
Les volcans plus récents de l'Eifel oriental consistent principalement en des dômes de tuf et de scories, dont les flancs sont souvent brisés en un ou plusieurs endroits. Les volcans, les coulées de lave et de leur éjections couvrent presque totalement les anciens sous-sols. De nombreux volcans ont un cratère central, d'où sortaient les coulées de lave.
Les coulées de lave de plusieurs kilomètres ont souvent utilisé des vallées existantes et les ont fermées, de sorte que les ruisseaux ou rivières ont dû chercher une nouvelle voie. Les exemples se trouvent dans le Nettetal ou dans l'Ueßtal Nettetal près de Bad Bertrich.
De la plus haute importance sont les couvertures de tuf de l'Eifel oriental. Les volcans ont laissé sur de grandes surfaces plusieurs mètres de dépôts de sédiments pyroclastiques, surtout dans le bassin de Neuwied, mais également partout dans l'Eifel occidental et dans certaines parties du Westerwald. Les coulées de lave ont rempli toute la vallée, comme dans le Brohltal, au nord du lac de Laach.
Aux volcans, on associe les cratères. À proximité de ces formes circulaires fermées, se sont ouvertes des vallées à proximité ou au-dessus d'une cheminée volcanique ou à la suite de l'effondrement de couches rocheuses laissant apparaître la chambre magmatique.
L'effondrement des cratères, à la suite de l'explosion de gaz volcaniques, se remplirent d'eau pour former des maars. Les plus récentes datent de 10 000 ans. Les maars sont caractéristiques du paysage de l'Eifel volcanique. On peut citer la Weinfelder Maar, la Schalkenmehrener Maare ou encore la Pulvermaar. Les maars nous renseignent sur les "archives" du paysage et l'histoire du climat, à partir des sédiments dans lesquels on trouve des cendres d'autres éruptions volcaniques et les restes d'animaux et de plantes. La plupart des maars se trouvent dans les régions extérieures de l'Eifel occidental.
Les effondrements de chambre magmatique ont formé des caldeiras. Les caldeiras sont en général beaucoup plus élevées que les Maars. Un exemple typique est le lac de Laach.

## Activité volcanique
Le volcanisme de l'Eifel a commencé il y a 50 millions d'années à l'ère tertiaire, et se poursuit jusqu'à nos jours. Il a créé de nombreux bouleversements du paysage originel par les édifices volcaniques, les coulées de lave et la large couverture de projections de tuf et pierre ponce, qui depuis l'époque romaine sont utilisés comme matériaux de construction.
Les dernières éruptions datent d'environ entre 10 000 et 20 000 ans. Bien que l'Eifel volcanique aujourd'hui ne présente pas de volcans en activité, des éruptions futures ne sont pas improbables. Aujourd'hui encore actifs, les phénomènes volcaniques sont nombreux, comme les sources minérales et quelques geysers d'eau froide, comme le geyser d'Andernach.

### Causes du volcanisme dans l'Eifel
Certains scientifiques attribuent le volcanisme de l'Eifel à la présence d'un point chaud ou panache, mais cette thèse n'est pas partagée par tous.
Au moyen de mesures sismographiques, il a pu être démontré la présence, dans l'Eifel, d'un panache de 1 000 à 1 400 °C, soit plus de 200 °C plus chaud que leur environnement immédiat.

#### L'éruption du lac de Laach

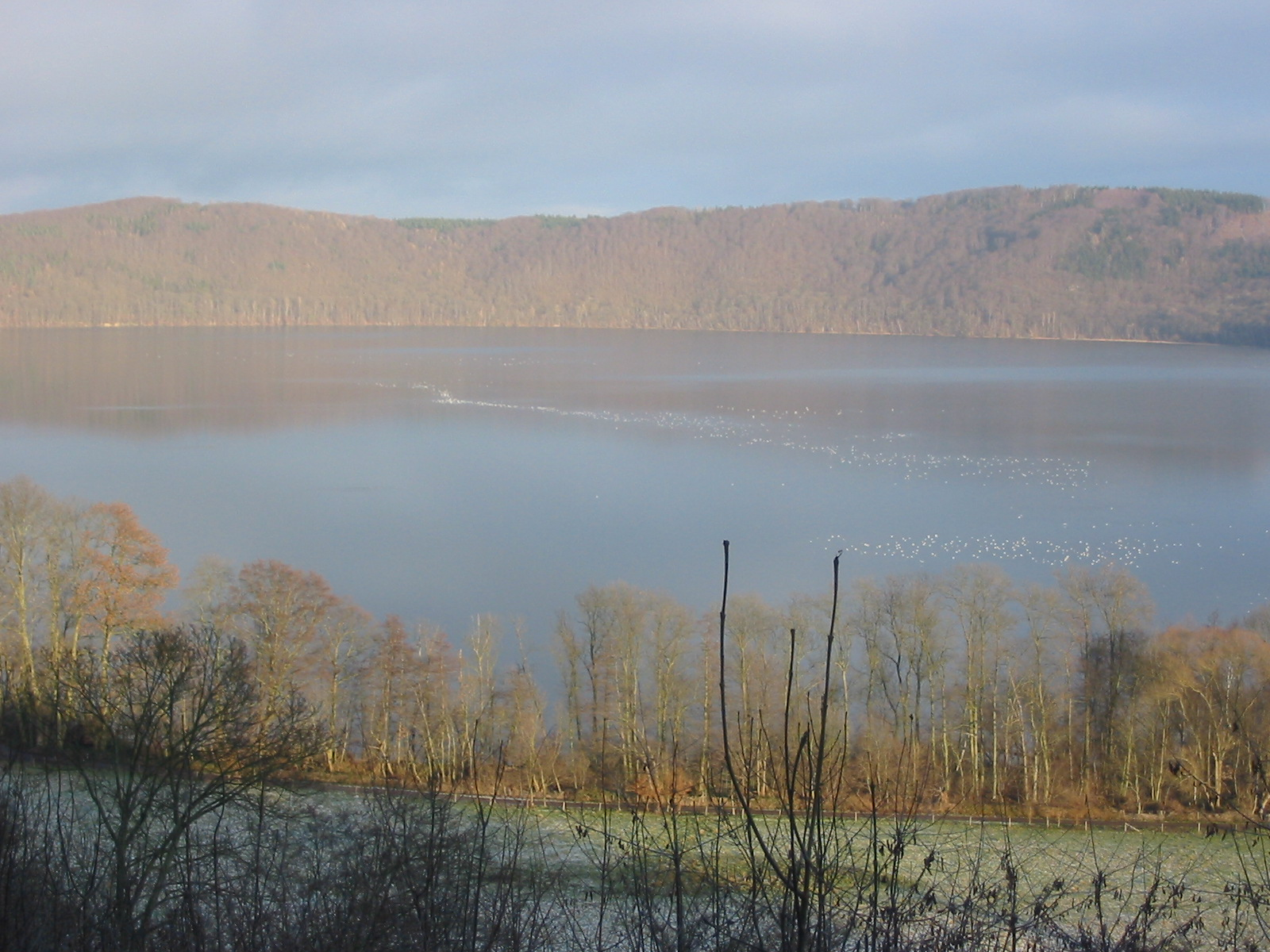
Lac de Laach

Le lac de Laach est un lac de cratère ou plus exactement une caldeira à proximité des villes de Coblence, Mayen (11 km) et Andernach (14 km). 
Le cratère a été formé après l'éruption du volcan du lac de Laach, entre 12 900 et 11 200 ans. L'édifice s'est effondré sur lui-même après la vidange de la chambre magmatique. Cette éruption pourrait avoir été comparable à l'éruption du Mont Saint Helens en 1980. Des retombées de cette éruption peuvent être trouvées dans toute l'Europe et sont souvent utilisées pour la datation des sédiments. Un certain nombre de minéraux uniques existent dans la région, et des carrières extraient la pierre comme matériau de construction.
Le lac de Laach est toujours considéré comme un volcan actif. On le constate par une activité sismique, des anomalies thermiques sous le lac, et des émissions de bulles de gaz - dioxyde de carbone (CO2) - sur la rive sud.

### L'importance du volcanisme de l'Eifel
L'éruption du volcan du lac de Laach n'a pas seulement apporté la destruction. On peut étudier scientifiquement un paysage de type glaciaire vieux de 13 000 ans, parce qu'il subsiste de nombreuses traces.
Le volcanisme de l'Eifel a une grande importance pour l'économie de la région, avec l'extraction de matériaux de construction et le tourisme. La diversité des phénomènes volcaniques a permis la création de parcs géologiques et de plusieurs musées spécialisés.

#### Parcs géologiques et musées

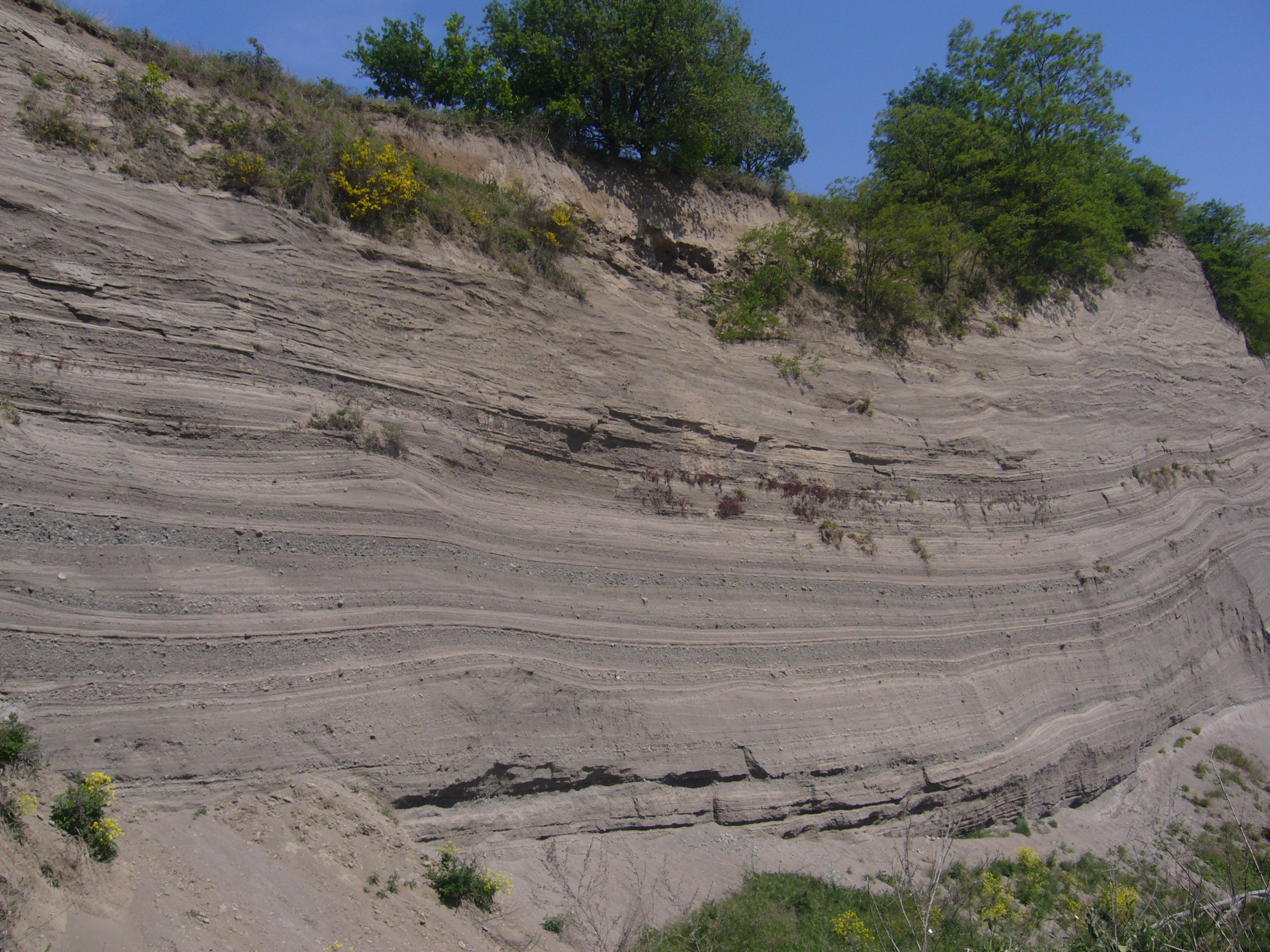
Dépôts de l'éruption du Laacher See

Carrière du Wingertsberg

#### Dans la culture
Un film ayant pour titre La colère du volcan a été diffusé sur TMC le 3 juin 2012 et sur NT1 le 20 mai 2017 à propos de la potentielle éruption de ce volcan.

## Sources